# Milchlattiche
Die Milchlattiche (Cicerbita) sind eine Pflanzengattung innerhalb der Familie der Korbblütler (Asteraceae).

## Beschreibung

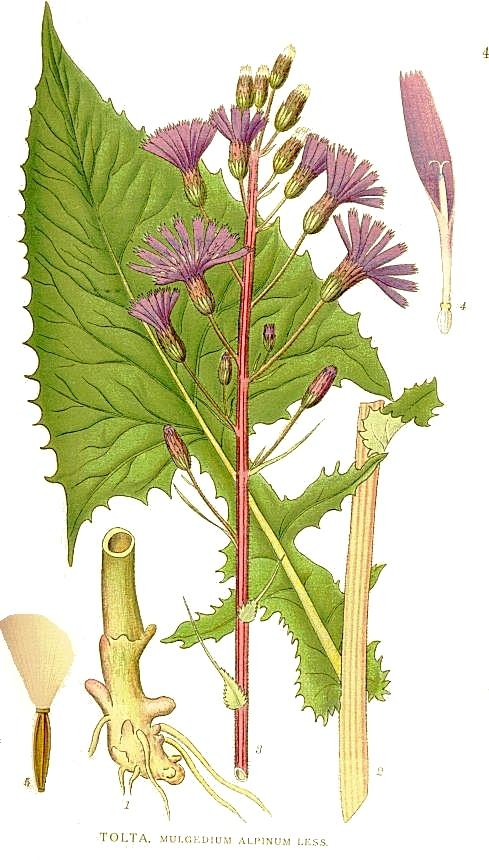
Illustration des Alpen-Milchlattichs (Cicerbita alpina)

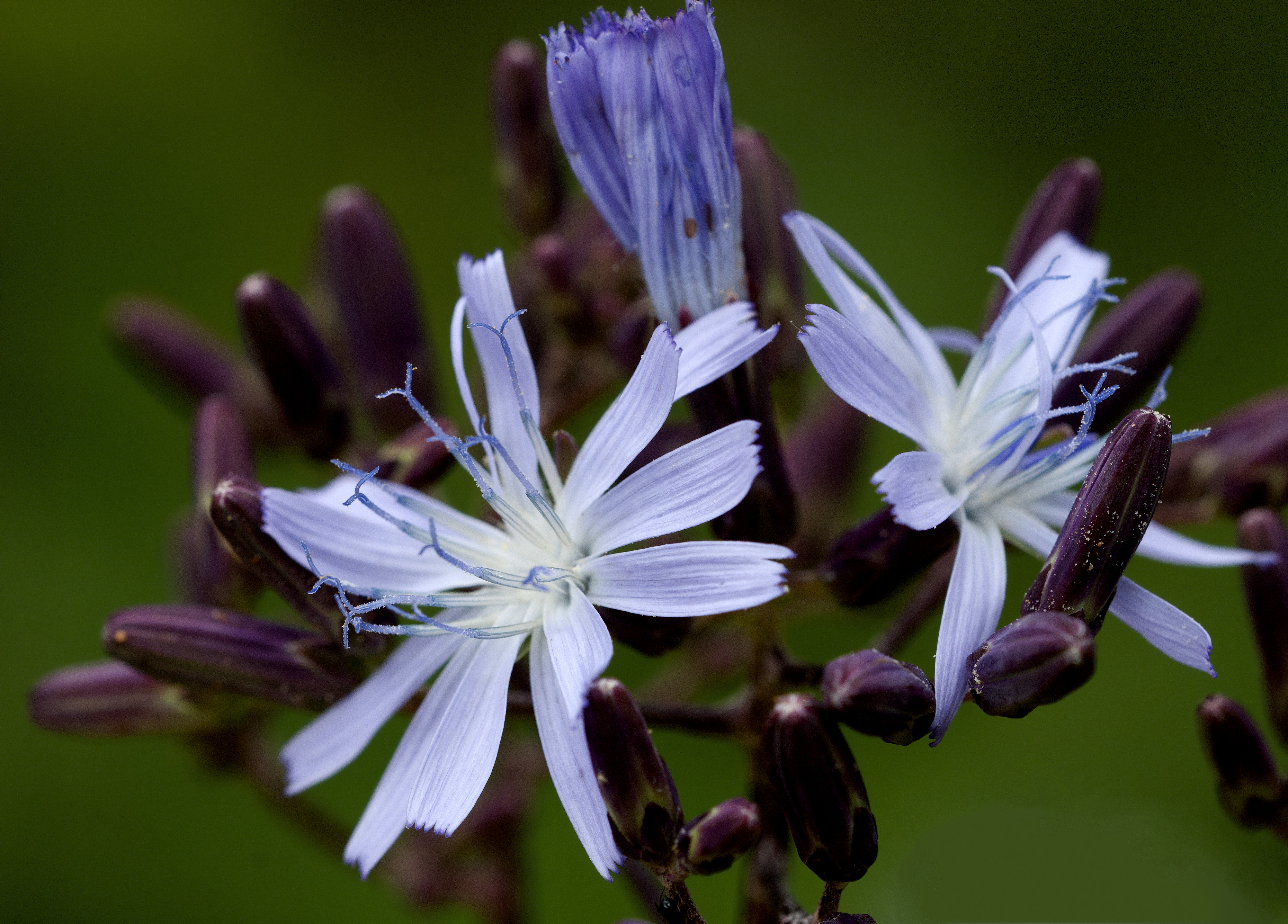
Ausschnitt eines Blütenstandes mit Blütenkörbchen in Detail von Cicerbita bourgaei, gut zu erkennen sind die zwei Griffeläste

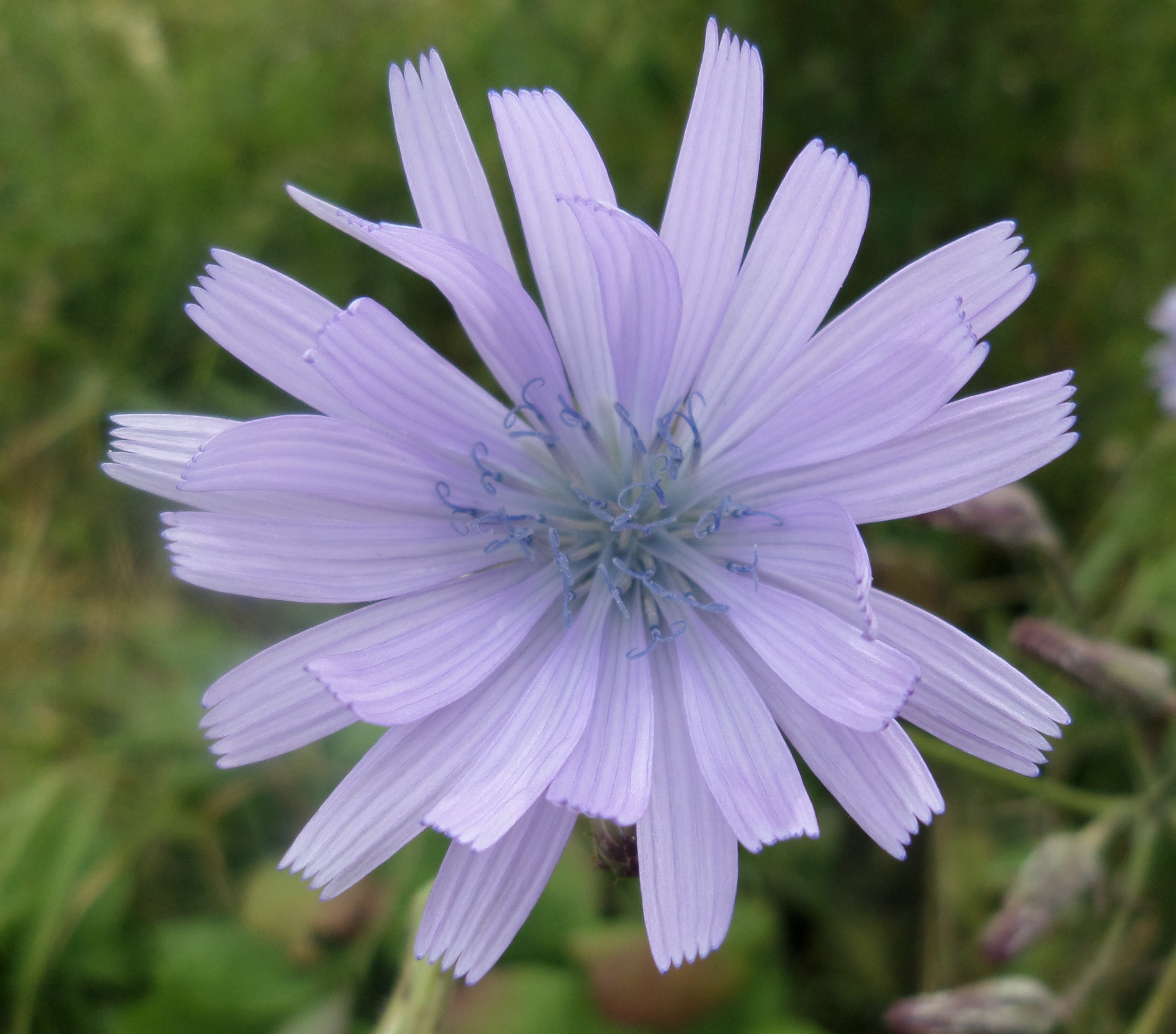
Blütenkörbchen in Detail des Großblättrigen Milchlattichs (Cicerbita macrophylla), gut zu erkennen sind die Kronzungen mit den fünf Kronzähnen und die zwei Griffeläste

### Vegetative Merkmale
Bei Milchlattich-Arten handelt es sich um einjährige, zweijährige oder ausdauernde krautige Pflanzen, die Wuchshöhen von 1 Meter, gelegentlich auch mehr, erreichen können. Die Pflanzenteile führen Milchsaft.
Die Wurzeln entspringen sekundär aus dem Rhizom. Der stets behaarte Stängel ist im unteren Bereich unverzweigt, weiter oben, im Bereich der Blütenstände, verzweigt er sich. Je nach Art sind die unteren Laubblätter meist groß und fiederspaltig mit einem dreieckigen Endlappen, der deutlich größer als die Seitenlappen ist oder ungeteilt. Die Blattränder können gezähnt sein.

### Generative Merkmale
In einem traubigen oder rispigen Gesamtblütenstand stehen die körbchenförmigen Teilblütenstände zusammen. Die einzelnen Körbe sind von zwei Reihen Hüllblättern umgeben, wobei die der äußeren Reihe kürzer sind. Die Hüllblätter umgeben die verbreiterte Blütenstandsachse (diese stets unbehaart), auf der die Blüten angeordnet sind.
Die Blüten sind meist zwittrig (zumindest die Blüten im Zentrum des Blütenkorbes, die äußeren können auch rein weiblich sein). Die Blüten sind fünfzählig mit doppelter Blütenhülle (Kelchblätter, Kronblätter). Es kommen verschiedene Blütenfarben vor: gelbe, blau oder weiße. Es sind nur Zungenblüten vorhanden, sie sind zygomorph. Die Kelchblätter sind schuppenförmig reduziert. Die Kronblätter sind im unteren Teil zu einer Röhre verwachsen, der obere Teil ist band- oder zungenförmig verlängert und endet mit fünf Zähnchen. Die fünf Staubblätter haben freie Staubfäden, aber die Staubbeutel sind miteinander verwachsen und umgeben den Griffel ringförmig. Zwei Fruchtblätter sind zu einem unterständigen Fruchtknoten verwachsen. Der einzige Griffel besitzt zwei Griffeläste.
Die spindelförmigen Achänen weisen auf der Außenseite eine bis drei längs verlaufende Adern auf und tragen einen weißen Pappus. Der Pappus besteht aus zwei Reihen: ein innerer aus Haaren und ein äußerer aus kurzen Wimpern. Die Achänen sind nicht geschnäbelt (im Unterschied zur ähnlichen Gattung Lactuca).

## Ökologie
Die meisten Milchlattich-Arten Schaft-Hemikryptophyten, das heißt, die Überwinterungsknospen liegen an der Erdoberfläche und bilden einen langen Stängel.

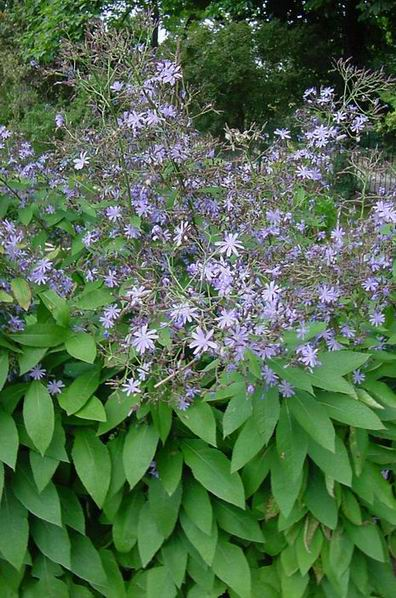
Habitus, Laubblätter und Blütenstände von Cicerbita bourgaei

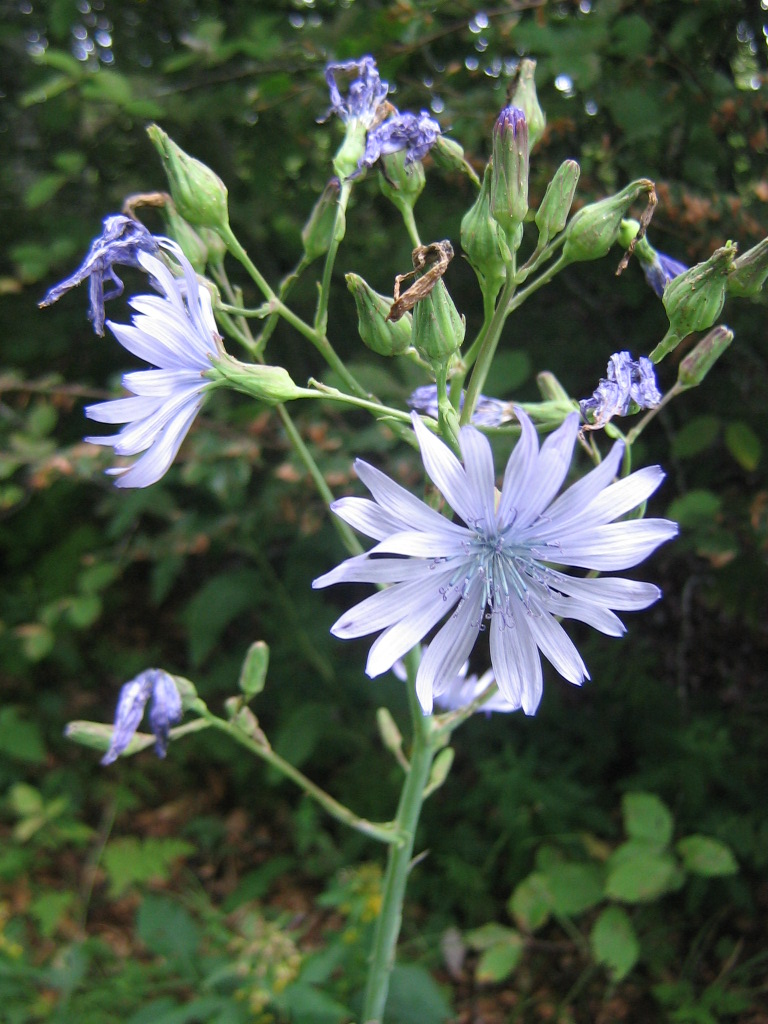
Ausschnitt eines Blütenstandes mit Blütenkörbchen des Französischen Milchlattichs (Cicerbita plumieri)

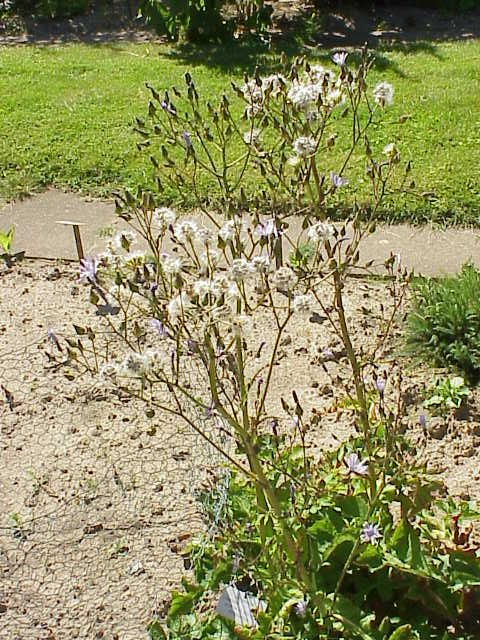
Habitus und Fruchtstände des Französischen Milchlattichs (Cicerbita plumieri)

## Systematik, botanische Geschichte und Verbreitung
Die Gattung Cicerbita wurde 1822 durch Friedrich Wilhelm Wallroth aufgestellt, der sie von der Gattung Sonchus wegen des unterschiedlich geformten Pappus abtrennte. Für den (früher insbesondere für Sonchus oleraceus L. verwendeten) Namen Cicerbita gibt es zwei Erklärungen: vom lateinischen cicer (Kichererbse), in Bezug auf die kleinen Früchte, oder von Cicharba, dem Namen einer Heilpflanze, die schon im Werk De medicamentis des Marcellus Empiricus auftaucht.
Lange Zeit war der Name Mulgedium in Gebrauch, 1824 von Alexandre Henri Gabriel de Cassini aufgestellt; er wird noch von einigen Autoren verwendet. Die Bezeichnung Mulgedium stammt von mulgere, „melken“, und bezieht sich auf den Milchsaft der Pflanzen.
Die Gattung Cicerbita gehört zur Tribus Cichorieae in der Unterfamilie Cichorioideae innerhalb der Familie der Asteraceae.
Die Gattung Cicerbita Wallr. wird von manchen Autoren in die Gattung Lactuca L. gestellt. Synonyme für Cicerbita Wallr. sind: Mycelis Cass., Cephalorhynchus Bois., Galathenium Nutt.
Die Milchlattich-Arten sind in Europa, im gemäßigten Asien, in Nordamerika und Nordafrika verbreitet.
In der Gattung der Milchlattiche (Cicerbita) gibt es 20 bis 30 Arten (Auswahl):
- Alpen-Milchlattich (Cicerbita alpina (L.) Wallr., Syn.: Lactuca alpina (L.) A.Gray)
- Cicerbita auriculiformis (C.Shih) N.Kilian: Sie gedeiht in Höhenlagen von 2000 bis 2300 Metern in der Inneren Mongolei und in den chinesischen Provinzen Gansu sowie Qinghai[4]
- Cicerbita azurea (Ledebour) Beauverd: Sie kommt im südlich-zentralen Russland, in Kasachstan, Kirgisistan, in der Mongolei und in Xinjiang vor.[4]
- Cicerbita bourgaei (Boiss.) Beauverd (Syn.: Lactuca bourgaei (Boiss.) Irish & N.Taylor): Sie kommt vor in der Türkei, im Kaukasusraum und in Transkaukasien.[2]
- Cicerbita ladyginii (Tzvelev) N.Kilian: Sie wurde 2007 erstbeschrieben und die Neukombination wurde 2011 veröffentlicht. Sie gedeiht in Höhenlagen von 4000 bis 4100 Metern in Tibet.[4]
- Großblättriger Milchlattich (Cicerbita macrophylla (Willd.) Wallr., Syn.: Lactuca macrophylla (Willd.) A.Gray, Cicerbita acuminata Grossh., Cicerbita conrathiana Beauverd, Cicerbita grandis (K.Koch) Schchian):[2] Sie kommt ursprünglich im Kaukasusraum und in Transkaukasien vor und ist ein Neophyt in manchen Ländern in Europa.[2] Mit den Unterarten:
  - Cicerbita macrophylla (Willd.) Wallr. subsp. macrophylla
  - Cicerbita macrophylla subsp. uralensis (Ural-Milchlattich) (Rouy) P.D.Sell (Syn.: Cicerbita uralensis (Rouy) Beauverd, Lactuca macrophylla subsp. uralensis (Rouy) N.Kilian & Greuter)
- Cicerbita neglecta (Tzvelev) N.Kilian: Sie wurde 2007 erstbeschrieben und die Neukombination wurde 2011 veröffentlicht. Sie gedeiht in Höhenlagen von 4000 bis 4100 Metern nur in Tibet.[4]
- Cicerbita pancicii (Vis.) Beauverd (Syn.: Lactuca pancicii (Vis.) N.Kilian & Greuter): Sie kommt in Griechenland, Albanien, Serbien, Bosnien-Herzegowina, Montenegro, Mazedonien und Bulgarien vor.[2]
- Französischer Milchlattich (Cicerbita plumieri (L.) Kirschl., Syn.: Lactuca plumieri (L.) Gren. & Godr., Mulgedium plumieri (L.) DC., Cicerbita orbelica (Velen.) Hayek): Er kommt von Spanien über Andorra bis Frankreich, in Deutschland, in der Schweiz, im früheren Jugoslawien und in Bulgarien ursprünglich vor. Er ist im Vereinigten Königreich und in Norwegen ein Neophyt.[2]
- Cicerbita roborowskii (Maximowicz) Beauverd: Sie gedeiht in Höhenlagen von 1900 bis 4200 Metern in Tibet und in den chinesischen Provinzen Gansu, Ningxia, Qinghai sowie Sichuan.[4]
- Cicerbita sonchifolia (Vis. & Pancic) Beauverd (Syn.: Lactuca aurea (Vis. & Pančić) Stebbins, Lactucopsis aurea Vis. & Pančić): Sie kommt vor auf der Balkanhalbinsel, in Bulgarien, Rumänien und in der Türkei.[2]
- Cicerbita thianschanica (Regel & Schmalh.) Beauverd: Sie kommt im chinesischen, uigurischen autonomen Gebiet Xinjiang (dort in Höhenlagen von 1600 bis 2000 Metern), in Kasachstan und Tadschikistan.[4]
- Cicerbita zhenduoi (S.W.Liu & T.N.Ho) N.Kilian: Dieser Endemit gedeiht an feuchten Hängen und an Ufern von Fließgewässern in Höhenlagen von 3600 bis 3700 Metern nur in Yushu in der chinesischen Provinz Qinghai.[4]

Es tritt folgende Hybride auf:
- Cicerbita ×favratii Wilczek – die Elternarten sind Cicerbita alpina und Cicerbita plumieri.

## Verwendung
Einige Milchlattich-Arten werden als Nahrungsmittel verwendet.
Eine Art (Cicerbita thianschanica) wird manchmal als Zierpflanze genutzt.